# Lista de episódios de Entourage
Entourage é um seriado de televisão americano de gênero comédia-drama transmitido pela HBO e criado por Doug Ellin, que também é seu produtor executivo ao lado de Mark Wahlberg, Stephen Levinson, Dennis Biggs, Rob Weiss e Ally Musika. A série baseia-se na vida de Wahlberg e suas experiências na indústria do cinema na pele de Vincent Chase (Adrian Grenier), um ator nova iorquino que mora em Los Angeles que lida com os autos e baixos da carreira em Hollywood. Ele é ajudado, e muitas vezes prejudicado, por sua "entourage" , que consiste entre seu meio irmão e ator Johnny "Drama" Chase (Kevin Dillon), seu amigo de infância e empresário Eric "E" Murphy (Kevin Connolly), seu cruel agente Ari Gold (Jeremy Pivenc) e seu outro amigo de longa data Turtle (Jerry Ferrara). Entourage foi lançada na HBO em 18 de Julho de 2004 e a oitava e final temporada foi ao ar em 24 de Julho de 2011.

## Série em Geral
| Temporada | Temporada   | Episódios | Lançamento Original   | Lançamento Original    | Lançamento em DVD    | Lançamento em DVD       | Lançamento em DVD     |
| Temporada | Temporada   | Episódios | Começo da Temporada   | Final da Temporada     | Região 1             | Região 2                | Região 4              |
| --------- | ----------- | --------- | --------------------- | ---------------------- | -------------------- | ----------------------- | --------------------- |
|           | 1           | 8         | 18 de julho de 2004   | 12 de setembro de 2004 | 10 de maio de 2005   | 30 de outubro de 2006   | 6 de setembro de 2006 |
|           | 2           | 14        | 5 de junho de 2005    | 4 de setembro de 2005  | 6 de junho de 2006   | 26 de fevereiro de 2007 | 6 de setembro de 2006 |
|           | 3 (Parte 1) | 12        | 11 de junho de 2006   | 27 de agosto de 2006   | 3 de abril de 2007   | 26 de novembro de 2007  | 7 de março de 2007    |
|           | 3 (Parte 2) | 8         | 8 de abril de 2007    | 3 de junho de 2007     | 2 de outubro de 2007 | 7 de abril de 2008      | 6 de novembro de 2007 |
|           | 4           | 12        | 17 de junho de 2007   | 2 de setembro de 2007  | 26 de agosto de 2008 | 6 de outubro de 2008    | 5 de novembro de 2008 |
|           | 5           | 12        | 7 de setembro de 2008 | 23 de novembro de 2008 | 30 de junho de 2009  | 14 de setembro de 2009  | 1 de setembro de 2009 |
|           | 6           | 12        | 12 de julho de 2009   | 4 de outubro de 2009   | 22 de junho de 2010  | 6 de setembro de 2010   | 20 de julho de 2010   |
|           | 7           | 10        | 27 de junho de 2010   | 12 de setembro de 2010 | 12 de julho de 2011  | 12 de setembro de 2011  | 13 de julho de 2011   |
|           | 8           | 8         | 24 de julho de 2011   | 11 de setembro de 2011 | —                    | —                       | —                     |

## Episódios

### 1ª Temporada (2004)
| № | # | Título                      | Dirigido por   | Escrito por                   | Lançamento Original    |
| - | - | --------------------------- | -------------- | ----------------------------- | ---------------------- |
| 1 | 1 | "Entourage"                 | David Frankel  | Doug Ellin                    | 18 de julho de 2004    |
| 2 | 2 | "The Review"                | Julian Farino  | Doug Ellin                    | 25 de julho de 2004    |
| 3 | 3 | "Talk Show"                 | Julian Farino  | Larry Charles                 | 1 de agosto de 2004    |
| 4 | 4 | "Date Night"                | Dan Attias     | Doug Ellin & Rob Weiss        | 8 de agosto de 2004    |
| 5 | 5 | "The Script and the Sherpa" | Adam Bernstein | Doug Ellin & Stephen Levinson | 15 de agosto de 2004   |
| 6 | 6 | "Busey and the Beach"       | Julian Farino  | Doug Ellin & Larry Charles    | 22 de agosto de 2004   |
| 7 | 7 | "The Scene"                 | David Frankel  | Rob Weiss                     | 29 de agosto de 2004   |
| 8 | 8 | "New York"                  | Julian Farino  | Doug Ellin & Larry Charles    | 12 de setembro de 2004 |

### 2ª Temporada (2005)
| №  | #  | Título                      | Dirigido por  | Escrito por                  | Data Original         |
| -- | -- | --------------------------- | ------------- | ---------------------------- | --------------------- |
| 9  | 1  | "The Boys Are Back in Town" | Julian Farino | Doug Ellin                   | 5 de junho de 2005    |
| 10 | 2  | "My Maserati Does 185"      | David Nutter  | Doug Ellin & Cliff Dorfman   | 12 de junho de 2005   |
| 11 | 3  | "Aquamansion"               | Julian Farino | Rob Weiss                    | 19 de junho de 2005   |
| 12 | 4  | "An Offer Refused"          | Leslie Libman | Doug Ellin & Chris Henchy    | 26 de junho de 2005   |
| 13 | 5  | "Neighbors"                 | Dan Attias    | Doug Ellin & Chris Henchy    | 3 de julho de 2005    |
| 14 | 6  | "Chinatown"                 | Julian Farino | Brian Burns & Larry Charles  | 10 de julho de 2005   |
| 15 | 7  | "The Sundance Kids"         | Julian Farino | Rob Weiss & Stephen Levinson | 17 de julho de 2005   |
| 16 | 8  | "Oh, Mandy"                 | Dan Attias    | Doug Ellin                   | 24 de julho de 2005   |
| 17 | 9  | "I Love You Too"            | Julian Farino | Doug Ellin                   | 31 de julho de 2005   |
| 18 | 10 | "The Bat Mitzvah"           | Julian Farino | Doug Ellin & Rob Weiss       | 7 de agosto de 2005   |
| 19 | 11 | "Blue Balls Lagoon"         | Dan Attias    | Brian Burns                  | 14 de agosto de 2005  |
| 20 | 12 | "Good Morning, Saigon"      | Dan Attias    | Stephen Levinson & Rob Weiss | 21 de agosto de 2005  |
| 21 | 13 | "Exodus"                    | Julian Farino | Doug Ellin                   | 28 de agosto de 2005  |
| 22 | 14 | "The Abyss"                 | Julian Farino | Doug Ellin & Rob Weiss       | 4 de setembro de 2005 |

### 3ª Temporada (2006–2007)
| Part 1  |    |                         |                 |                                           |                      |
| №       | #  | Título                  | Dirigido por    | Escrito por                               | Data Original        |
| ------- | -- | ----------------------- | --------------- | ----------------------------------------- | -------------------- |
| 23      | 1  | "Aquamom"               | Julian Farino   | Doug Ellin                                | 11 de junho de 2006  |
| 24      | 2  | "One Day in the Valley" | Julian Farino   | Marc Abrams & Michael Benson              | 18 de junho de 2006  |
| 25      | 3  | "Dominated"             | Julian Farino   | Rob Weiss                                 | 25 de junho de 2006  |
| 26      | 4  | "Guys and Doll"         | Craig Zisk      | Doug Ellin & Rob Weiss                    | 2 de julho de 2006   |
| 27      | 5  | "Crash and Burn"        | Patty Jenkins   | Brian Burns                               | 9 de julho de 2006   |
| 28      | 6  | "Three's Company"       | Ken Whittingham | Lisa Alden                                | 16 de julho de 2006  |
| 29      | 7  | "Strange Days"          | Mark Mylod      | Marc Abrams & Michael Benson              | 23 de julho de 2006  |
| 30      | 8  | "The Release"           | Patty Jenkins   | Doug Ellin & Brian Burns                  | 30 de julho de 2006  |
| 31      | 9  | "Vegas Baby, Vegas!"    | Julian Farino   | Doug Ellin                                | 6 de agosto de 2006  |
| 32      | 10 | "I Wanna Be Sedated"    | Julian Farino   | Doug Ellin & Lisa Alden                   | 13 de agosto de 2006 |
| 33      | 11 | "What About Bob?"       | Ken Whittingham | Brian Burns                               | 20 de agosto de 2006 |
| 34      | 12 | "Sorry, Ari"            | Julian Farino   | Doug Ellin & Rob Weiss                    | 27 de agosto de 2006 |
| Parte 2 |    |                         |                 |                                           |                      |
| 35      | 13 | "Less Than 30"          | Julian Farino   | Doug Ellin                                | 8 de abril de 2007   |
| 36      | 14 | "Dog Day Afternoon"     | Mark Mylod      | Doug Ellin & Rob Weiss                    | 15 de abril de 2007  |
| 37      | 15 | "Manic Monday"          | Julian Farino   | Doug Ellin & Marc Abrams & Michael Benson | 22 de abril de 2007  |
| 38      | 16 | "Gotcha"                | Dan Attias      | Doug Ellin & Rob Weiss                    | 29 de abril de 2007  |
| 39      | 17 | "Return of the King"    | Dan Attias      | Brian Burns                               | 6 de maio de 2007    |
| 40      | 18 | "The Resurrection"      | David Nutter    | Doug Ellin & Ally Musika                  | 13 de maio de 2007   |
| 41      | 19 | "The Prince's Bride"    | David Nutter    | Rob Weiss                                 | 20 de maio de 2007   |
| 42      | 20 | "Adios Amigos"          | Mark Mylod      | Doug Ellin                                | 3 de junho de 2007   |

### 4ª Temporada (2007)
| №  | #  | Título                         | Dirigido por    | Escrito por              | Data Original         |
| -- | -- | ------------------------------ | --------------- | ------------------------ | --------------------- |
| 43 | 1  | "Welcome to the Jungle"        | Mark Mylod      | Doug Ellin               | 17 de junho de 2007   |
| 44 | 2  | "The First Cut Is the Deepest" | Mark Mylod      | Doug Ellin               | 24 de junho de 2007   |
| 45 | 3  | "Malibooty"                    | Ken Whittingham | Rob Weiss                | 1 de julho de 2007    |
| 46 | 4  | "Sorry, Harvey"                | Ken Whittingham | Doug Ellin               | 8 de julho de 2007    |
| 47 | 5  | "The Dream Team"               | Seith Mann      | Brian Burns              | 15 de julho de 2007   |
| 48 | 6  | "The Weho Ho"                  | Mark Mylod      | Doug Ellin               | 22 de julho de 2007   |
| 49 | 7  | "The Day Fuckers"              | Mark Mylod      | Rob Weiss                | 29 de julho de 2007   |
| 50 | 8  | "Gary's Desk"                  | Julian Farino   | Ally Musika              | 5 de agosto de 2007   |
| 51 | 9  | "The Young and the Stoned"     | Mark Mylod      | Dusty Kay                | 12 de agosto de 2007  |
| 52 | 10 | "Snow Job"                     | Ken Whittingham | Doug Ellin & Ally Musika | 19 de agosto de 2007  |
| 53 | 11 | "No Cannes Do"                 | Dan Attias      | Doug Ellin & Rob Weiss   | 26 de agosto de 2007  |
| 54 | 12 | "The Cannes Kids"              | Mark Mylod      | Doug Ellin               | 2 de setembro de 2007 |

### 5ª Temporada (2008)
| №  | #  | Título                      | Dirigido por    | Escrito por              | Data Original          |
| -- | -- | --------------------------- | --------------- | ------------------------ | ---------------------- |
| 55 | 1  | "Fantasy Island"            | Mark Mylod      | Doug Ellin               | 7 de setembro de 2008  |
| 56 | 2  | "Unlike a Virgin"           | Mark Mylod      | Doug Ellin               | 14 de setembro de 2008 |
| 57 | 3  | "The All Out Fall Out"      | Mark Mylod      | Rob Weiss                | 21 de setembro de 2008 |
| 58 | 4  | "Fire Sale"                 | Seith Mann      | Doug Ellin               | 28 de setembro de 2008 |
| 59 | 5  | "Tree Trippers"             | Julian Farino   | Ally Musika              | 5 de outubro de 2008   |
| 60 | 6  | "ReDOMption"                | Seith Mann      | Doug Ellin               | 12 de outubro de 2008  |
| 61 | 7  | "Gotta Look Up to Get Down" | Mark Mylod      | Ally Musika & Rob Weiss  | 19 de outubro de 2008  |
| 62 | 8  | "First Class Jerk"          | Ken Whittingham | Doug Ellin & Rob Weiss   | 26 de outubro de 2008  |
| 63 | 9  | "Pie"                       | Mark Mylod      | Doug Ellin               | 2 de novembro de 2008  |
| 64 | 10 | "Seth Green Day"            | Ken Whittingham | Ally Musika              | 9 de novembro de 2008  |
| 65 | 11 | "Play'n with Fire"          | Mark Mylod      | Doug Ellin & Rob Weiss   | 16 de novembro de 2008 |
| 66 | 12 | "Return to Queens Blvd."    | Mark Mylod      | Doug Ellin & Ally Musika | 23 de novembro de 2008 |

### 6ª Temporada (2009)
| №  | #  | Título                                | Dirigido por    | Escrito por              | Data Original          |
| -- | -- | ------------------------------------- | --------------- | ------------------------ | ---------------------- |
| 67 | 1  | "Drive"                               | Mark Mylod      | Doug Ellin               | 12 de julho de 2009    |
| 68 | 2  | "Amongst Friends"                     | Mark Mylod      | Ally Musika              | 19 de julho de 2009    |
| 69 | 3  | "One Car, Two Car, Red Car, Blue Car" | Mark Mylod      | Doug Ellin               | 26 de julho de 2009    |
| 70 | 4  | "Runnin' on E"                        | Ken Whittingham | Doug Ellin & Ally Musika | 2 de agosto de 2009    |
| 71 | 5  | "Fore!"                               | Mark Mylod      | Doug Ellin               | 9 de agosto de 2009    |
| 72 | 6  | "Murphy's Lie"                        | Julian Farino   | Ally Musika              | 16 de agosto de 2009   |
| 73 | 7  | "No More Drama"                       | Doug Ellin      | Doug Ellin               | 23 de agosto de 2009   |
| 74 | 8  | "The Sorkin Notes"                    | Mark Mylod      | Doug Ellin & Ally Musika | 30 de agosto de 2009   |
| 75 | 9  | "Security Briefs"                     | Ken Whittingham | Ally Musika              | 13 de setembro de 2009 |
| 76 | 10 | "Berried Alive"                       | David Nutter    | Doug Ellin               | 20 de setembro de 2009 |
| 77 | 11 | "Scared Straight"                     | Mark Mylod      | Doug Ellin               | 27 de setembro de 2009 |
| 78 | 12 | "Give a Little Bit"                   | Mark Mylod      | Doug Ellin & Ally Musika | 4 de outubro de 2009   |

### 7ª Temporada (2010)
| №  | #  | Título                                   | Dirigido por               | Escrito por              | Lançamento Original    | Audiência nos E.U.A. (milhões) |
| -- | -- | ---------------------------------------- | -------------------------- | ------------------------ | ---------------------- | ------------------------------ |
| 79 | 1  | "Stunted"                                | Doug Ellin                 | Doug Ellin               | 27 de junho de 2010    | 2.48                           |
| 80 | 2  | "Buzzed"                                 | Tucker Gates               | Ally Musika              | 11 de julho de 2010    | 2.55                           |
| 81 | 3  | "Dramedy"                                | Ken Whittingham Doug Ellin | Doug Ellin               | 18 de julho de 2010    | 2.56                           |
| 82 | 4  | "Tequila Sunrise"                        | Adam Davidson              | Doug Ellin               | 25 de julho de 2010    | 2.58                           |
| 83 | 5  | "Bottoms Up"                             | Dan Attias                 | Ally Musika              | 1 de agosto de 2010    | 2.85                           |
| 84 | 6  | "Hair"                                   | Doug Ellin                 | Doug Ellin               | 8 de agosto de 2010    | 2.56                           |
| 85 | 7  | "Tequila and Coke"                       | David Nutter               | Doug Ellin & Ally Musika | 15 de agosto de 2010   | 2.72                           |
| 86 | 8  | "Sniff Sniff Gang Bang"                  | David Nutter               | Doug Ellin & Ally Musika | 22 de agosto de 2010   | 2.65                           |
| 87 | 9  | "Porn Scenes from an Italian Restaurant" | Kevin Connolly             | Ally Musika              | 29 de agosto de 2010   | 2.86                           |
| 88 | 10 | "Lose Yourself"                          | David Nutter               | Doug Ellin               | 12 de setembro de 2010 | 2.72                           |

### 8ª Temporada (2011)
| №  | # | Título            | Dirigido por | Escrito por                          | Lançamento Original  | Audiência nos E.U.A. (milhões) |
| -- | - | ----------------- | ------------ | ------------------------------------ | -------------------- | ------------------------------ |
| 89 | 1 | "Home Sweet Home" | Doug Ellin   | Doug Ellin                           | 24 de julho de 2011  | ASA                            |
| 90 | 2 | "Out with a Bang" | Doug Ellin   | Ally Musika                          | 31 de julho de 2011  | ASA                            |
| 91 | 3 | "One Last Shot"   | Dan Attias   | Wesley Nickerson III & Kenny Neibart | 7 de agosto de 2011  | ASA                            |
| 92 | 4 | "Whiz Kid"        | Roger Kumble | ASD                                  | 14 de agosto de 2011 | ASA                            |
| 93 | 5 | "Motherf*cker"    | David Nutter | ASD                                  | 21 de agosto de 2011 | ASA                            |